# Al-Ahmadijja
Al-Ahmadijja (arab. الأحمدية) – miejscowość w Syrii, w muhafazie Damaszek. W 2004 roku liczyła 2352 mieszkańców.